# 蕭應椿
蕭應椿，清朝人。光緒二十七年（1901年），考經濟特科得二等，開展仕途。著有《五洲述略》（1902年刊印）。宣統3年（1911年），當時蕭應椿為山東巡撫孫寶琦的道員，奉命向德公司總辦畢象賢及領事貝斯商議收回山東省博山、淄川的礦權。